# Yacine Louati
Yacine Louati (Tourcoing, 4 marzo 1992) è un pallavolista francese, schiacciatore dell'Asseco Resovia.

## Carriera

### Club
La carriera di Yacine Louati inizia nelle giovanili del Tourcoing, mentre nel 2009 passa nella squadra federale del CNVB.
Nella stagione 2011-12 ritorna al Tourcoing, facendo il suo esordio da professionista in Ligue A: per il campionato 2013-14 viene ingaggiato dal Montpellier, sempre nella massima divisione francese, mentre nel campionato seguente si trasferisce nella squadra belga del Menen, in Liga A.
Nell'annata 2015-16 torna in Ligue A, accasandosi allo Spacer's Toulouse, dove resta per un biennio, prima di passare, nel campionato 2017-18, a vestire la maglia dello Chaumont, con cui vince la Supercoppa francese. Nel campionato 2018-19 gioca per il Padova, nella Superlega italiana, stessa divisione dove milita nell'annata seguente, ma con il Milano.
Nella stagione 2020-21 difende i colori del club polacco dello Jastrzębski Węgiel, in Polska Liga Siatkówki, conquistando lo scudetto; nella stagione seguente approda invece nella Efeler Ligi turca, ingaggiato dal Fenerbahçe, dove milita per un biennio, ritornando poi nell'annata 2023-24 nella Polska Liga Siatkówki, questa volta all'Asseco Resovia, con il quale vince la Coppa CEV.
Nel campionato 2024-25 è in scena nuovamente in Superlega grazie all'ingaggio da parte della Powervolley Milano, ma già nella stagione successiva torna all'Asseco Resovia, sempre nella massima divisione polacca.

### Nazionale
Nel 2010 fa parte della nazionale francese under 20.
Nel 2013 esordisce nella nazionale maggiore: nello stesso anno vince la medaglia bronzo ai XVII Giochi del Mediterraneo. Nel 2021 conquista la medaglia di bronzo alla Volleyball Nations League e quella d'oro ai Giochi della XXXII Olimpiade di Tokyo, mentre nel 2022 si aggiudica l'oro alla Volleyball Nations League, bissato nell'edizione 2024, stesso metallo che conquista anche durante i Giochi della XXXIII Olimpiade.

## Palmarès

### Club
- Campionato polacco: 1

2020-21
- Supercoppa francese: 1

2017
- Coppa CEV: 1

2023-24

### Nazionale (competizioni minori)
- Giochi del Mediterraneo 2013

### Premi individuali
- 2012 - Ligue A: Miglior rivelazione